# Mikołaj Demczuk
Mikołaj Demczuk (nazwisko konspiracyjne Mieczysław Dembski) (ur. 9 września 1916 w Ochtyrce, zm. 1996 w Zabrzu) – kapitan, uczestnik II wojny światowej w szeregach Wojska Polskiego i Armii Ludowej, oficer organów bezpieczeństwa PRL.

## Życiorys
Pochodził z polskiej rodziny prawosławnej zamieszkałej we wschodniej Ukrainie, która w 1921 wróciła wraz z nim do Polski i osiadła w Lejnie k. Parczewa. Przed wojną skończył szkołę średnią, a po wojnie został inżynierem chemikiem. 1937–1939 służył w Wojsku Polskim jako podoficer w 34 pułku piechoty w Białej Podlaskiej. Uczestnik wojny obronnej 1939.
Podczas okupacji działał w Armii Ludowej, gdzie był dowódcą kompanii w stopniu porucznika, a następnie zastępcą dowódcy batalionu w sowieckim oddziale partyzanckim gen. Siemiona Baranowskiego działającego w powiecie włodawskim. Pod koniec lipca 1944 organizował MO w Lubartowie, gdzie został zastępcą komendanta powiatowego. 5 sierpnia 1944 przyjęty do służbę w aparacie bezpieczeństwa i mianowany kierownikiem PUBP w Lubartowie. 12 stycznia 1945 mianowany kierownikiem Grupy Operacyjnej w Sosnowcu, gdzie od 1 lutego 1945 kierował tamtejszym Miejskim Urzędem Bezpieczeństwa Publicznego (MUBP). 1 maja 1945 przeniesiony na kierownika MUBP w Siemianowicach Śląskich. Początkowo w ankietach personalnych deklarował wyznanie prawosławne, a od 1946 figurował jako bezwyznaniowy. 1 stycznia 1946 został p.o. szefem MUBP w Zabrzu w stopniu kapitana. Na tym stanowisku romansował z Jadwigą Cieplińską, w mieszkaniu której poznał jej kuzyna – „Mariana Kaczmarka” – którym w rzeczywistości był prezes IV Zarządu Głównego WiN Łukasz Ciepliński, co wyszło na jaw po jego aresztowaniu 28 listopada 1947. 18 stycznia 1948 Mikołaj Demczuk został aresztowany pod zarzutem współpracy z organizacją Wolność i Niezawisłość, a 1 lutego 1948 zawieszony w obowiązkach za „całkowite nieróbstwo, które doprowadziło do demoralizacji i braku dyscypliny w urzędzie”. Następnie odwołany ze stanowiska. Nie udowodniono mu współpracy organizacyjnej z WiN, ale uznano go za winnego tego, że wykazał się „brakiem czujności w doborze towarzystwa” i zwolniono ze służby w aparacie bezpieczeństwa. W areszcie przebywał do października 1948. Później pracował w Zakładach Azotowych w Chorzowie.
W 1946 został odznaczony Srebrnym Medalem Zasłużonym na Polu Chwały, a w 1955 Medalem 10-lecia Polski Ludowej.